# 村木靖
村木 靖（むらき やすし、1968年10月28日 - ）は、日本のアニメーターである。三重県出身。

## 経歴・人物
板野一郎と大張正己に憧れ、アニメーターとなる。かつてはアニメインターナショナルカンパニーに所属していた。メカニックや激しいアクションを描くのに長けており、「板野サーカス」と呼ばれる作画技術を完全に会得していると言われている3人のうちの1人（後の2人は庵野秀明と後藤雅巳）でもある。『交響詩篇エウレカセブン』にはキャラクターデザインを担当した吉田健一に誘われて参加した。同作品で特技監督の役職に就き、自分の持つ技術を存分に発揮した。ごくまれに演出も手がけることがある。

## 主な参加作品

### テレビアニメ
- 機甲警察メタルジャック　（1991年、原画）
- 熱血最強ゴウザウラー （1993年、OP・END・DN作画）
- 新世紀エヴァンゲリオン （1995年-1996年、原画）
- ふしぎ遊戯 （1995年-1996年、原画）
- ネクスト戦記EHRGEIZ （1997年、原画）
- VIRUS ‐VIRUS BUSTER SERGE‐ （1997年、原画）
- ブレンパワード （1998年、原画）
- 南海奇皇 （1998年-1999年、原画）
- ガサラキ （1998年-1999年、原画）
- バブルガムクライシス TOKYO 2040 （1998年-1999年、原画）
- デュアル!ぱられルンルン物語 （1999年、メカ総作画監督）
- THE ビッグオー （1999年-2000年、原画）
- Blue Gender （1999年-2000年、OP絵コンテ・演出・作画）
- 破壊魔定光 （2001年、絵コンテ）
- 地球少女アルジュナ （2001年、作画）
- 破邪巨星Gダンガイオー （2001年、絵コンテ）
- 機動天使エンジェリックレイヤー （2001年、絵コンテ）
- 超重神グラヴィオン （2002年、原画）
- 天地無用! GXP （2002年、絵コンテ）
- OVERMANキングゲイナー （2002年-2003年、原画）
- ラーゼフォン （2003年、絵コンテ・演出）
- 絢爛舞踏祭 ザ・マーズ・デイブレイク （2004年、メカニック演出・絵コンテ・原画・OP絵コンテ）
- KURAU Phantom Memory （2004年、原画）
- ジパング （2005年、絵コンテ）
- 交響詩篇エウレカセブン （2005年-2006年、特技監督・特技演出・原画・OP絵コンテ・演出・原画）
- 天保異聞 妖奇士 （2006年-2007年、OP原画）
- コードギアス 反逆のルルーシュ （2006年-2007年、第25話原画）
- スカルマン （2007年、特技監督・原画）
- 地球へ… （2007年、第2期OP原画）
- BLUE DROP 〜天使達の戯曲〜 （2007年、OP原画）
- ソウルイーター （2008年、第19話原画）
- コードギアス 反逆のルルーシュR2 （2008年、第25話原画）
- HEROMAN （2010年、原画）
- STAR DRIVER 輝きのタクト（2010年、特技監督・原画）
- C （2011年、原画）
- X-MEN （2011年、原画）
- 機動戦士ガンダムAGE （2011年、OP原画）
- エウレカセブンAO（2012年、特技監督・絵コンテ）
- キャプテン・アース（2014年、特技監督・絵コンテ・EDメカ作画監督・ED原画）
- コンクリート・レボルティオ〜超人幻想〜（2015年、絵コンテ）
- ゴジラ S.P ＜シンギュラポイント＞（2021年、絵コンテ）
- 機動戦士ガンダム 水星の魔女（2022年-2023年、原画）
- ガチアクタ（2025年、原画）

### OVA
- 魔界都市〈新宿〉 （1988年、動画）
- MEGAZONE23 III （1989年、原画・動画）
- THE八犬伝 （1990年-1991年、動画）
- A.D.POLICE （1990年、メカニック作画監督補佐・原画）
- 冒険!イクサー3 （1990年、原画）
- SOL BIANCA （1990年、原画）
- BURN-UP （1991年、原画）
- 孔雀王3 櫻花豊穣 （1991年、原画）
- NG騎士ラムネ&40 EX ビクビクトライアングル 愛の嵐大作戦（1991年、原画）
- KO世紀ビースト三獣士 （1992年、原画）
- KO世紀ビースト三獣士II （1992年-1993年、原画）
- BASTARD!! -暗黒の破壊神- （1992年-1993年、原画）
- 超時空世紀オーガス02 （1993年、原画）
- ジョジョの奇妙な冒険 （1993年-1994年、原画）
- 装甲騎兵ボトムズ 赫奕たる異端 （1994年-1995年、原画）
- マクロスプラス （1994年-1995年、原画）
- 精霊使い （1995年、原画）
- 電脳戦隊ヴギィ'ズ★エンジェル （1998年、原画）
- フォトン （1999年、原画）
- 彼岸 （2002年、監督・作画）※GRASSHOPPA!vol.4中のショートフィルム　8min
- 高校鉄拳伝タフ （2002年、原画）
- マクロス ゼロ （2002年、3Dモーションレイアウト・原画）
- 異世界の聖機師物語 （2009年、原画）
- Halo Legends エピソード4 Prototype（2010年、監督）

### 劇場映画
- 機動警察パトレイバー 2 the Movie （1993年、原画）
- GHOST IN THE SHELL / 攻殻機動隊 （1995年、原画）
- MEMORIES （1995年、原画）
- X -エックス- （1996年、原画）
- 新世紀エヴァンゲリオン劇場版 Air/まごころを、君に （1997年、原画）
- ああっ女神さまっ （2000年、作画監督）
- エスカフローネ （2000年、原画）
- カウボーイビバップ 天国の扉 （2001年、原画）
- メトロポリス （2001年、原画）
- スチームボーイ （2004年、作画監督補・原画）
- ヱヴァンゲリヲン新劇場版:序 （2007年、原画）
- ストレンヂア 無皇刃譚 （2007年、原画）
- 超劇場版ケロロ軍曹3 ケロロ対ケロロ天空大決戦であります! （2008年、原画）
- 交響詩篇エウレカセブン ポケットが虹でいっぱい （2009年、特技監督・絵コンテ・メカ作画監督・原画）
- 宇宙ショーへようこそ （2010年、原画）
- スタードライバー THE MOVIE （2013年、特技監督）
- 映画ドラえもん 新・のび太の日本誕生 （2016年、原画）
- 交響詩篇エウレカセブン ハイエボリューション1 （2017年、特技監督・絵コンテ）
- ANEMONE/交響詩篇エウレカセブン ハイエボリューション （2018年、特技監督）
- 僕のヒーローアカデミア THE MOVIE ヒーローズ:ライジング（2019年、第二原画）
- シン・エヴァンゲリオン劇場版（2021年、原画）
- EUREKA/交響詩篇エウレカセブン ハイエボリューション （2021年、特技監督）[2]

### Webアニメ
- 亡念のザムド （2008年、原画）